# Friedgard Kurze
Friedgard Kurze (* 26. Mai 1928; † 19. Mai 2019 in Berlin) war eine deutsche Puppenspielerin und Sprecherin. Große Bekanntheit erreichte sie durch die Popularität der von ihr für das DDR-Kinderfernsehen mit entwickelten, geführten und gesprochenen Puppe Schnatterinchen.

## Leben und Leistungen
Friedgard Kurze arbeitete als Puppenspielerin und Sprecherin für das DEFA-Studio in Babelsberg, wo auch im Auftrag des Deutschen Fernsehfunks (DFF) der DDR produziert wurde. Für die Reihe Meister Nadelöhr erzählt des Kinderfernsehens erdachte sie 1959 gemeinsam mit ihrem langjährigen Kollegen Heinz Schröder die Puppe Schnatterinchen, die noch im selben Jahr ihren ersten Auftritt hatte und sich zu einer überaus beliebten Figur des DDR-Fernsehens entwickelte. Kurze führte die Figur und sprach sie auch, dabei entstanden einige Redewendungen, die es bei in der DDR aufgewachsenen Personen in den allgemeinen Sprachschatz schafften, darunter das vielfach die Rede der Figur einleitende oder abschließende Gegacker nak, nak, nak. 1962 kam der von Schröder geführte und gesprochene Kobold Pittiplatsch hinzu. Schnell wurden die Figuren zu einem „kongenialen“ Duo, das bis zur Abwicklung des DFF 1991 bei unveränderter Popularität fester Bestandteil des Kinderfernsehens der DDR blieb. Zunächst waren sie Nebenfiguren bei Meister Nadelöhr erzählt, schnell bekamen sie aber auch ein eigenständiges Format im Rahmen des Abendgrußes des DDR-Kinderfernsehens. Jeden Sonnabend Abend traten die beiden Figuren gemeinsam mit der Hundepuppe Moppi auf, um die Kinder zur Schlafenszeit in die Nacht zu verabschieden. Zudem blieben beide Figuren zunächst zusammen mit dem Bären Bummi, später mit dem aus der Sowjetunion importierten Mischka an der Seite von Klaus-Peter Pleßow als Fabian „Gastgeber“ der monatlichen Wochenendsendung Zu Besuch im Märchenland, die nach dem Tod von Eckart Friedrichson aus dessen Sendung Meister Nadelöhr erzählt hervorging. Diese Märchenland-Figuren gehörten zu einem größeren Kosmos an Figuren, darunter auch Herr Fuchs und Frau Elster aus dem Märchenwald. Im Rahmen dieses Teils der Märchenwelt sprach und führte Kurze den jungen Igel Borstel, ein zumeist ängstliches Muttersöhnchen.
Kurze war darüber hinaus auch an anderen Puppenspielserien des DDR-Kinderfernsehens beteiligt, darunter Rolf und Reni, wo sie die Puppe Reni, die kleine, neugierige Schwester des menschlichen, von Wolfgang Hübner verkörperten großen Bruders Rolf spielte oder bei Spielhaus, wo sie eine Puppe spielte, jedoch nicht sprach. 1969 wurde sie gemeinsam mit ihren Kollegen Gerhard Behrendt, Wolfgang Richter, Heinz Schröder, Harald Serowski und Heinz Fülfe als Kollektiv Abendgruß des Kinderfernsehens mit dem Nationalpreis der DDR III. Klasse für Kunst und Literatur ausgezeichnet. Nach der Abwicklung des DDR-Fernsehens ging Kurze in Rente, in der DDR hätte sie das ohnehin schon 1988 im Alter von 60 Jahren tun können. Aus gesundheitlichen Gründen beteiligte sie sich nicht mehr an einer Neubelebung der Märchenland-Figuren des alten Teams für das Kindertheater. Schnatterinchen wurde nun von Barbara Augustin, die auch schon zuvor vereinzelt Kurze in der Rolle vertreten hatte, verkörpert, später zusätzlich von der ebenfalls in diesem Umfeld erfahrenen Bärbel Möllendorf. Ab und an trat Kurze noch als Sprecherin von Kindergeschichten und Hörspielen in Erscheinung. Schon zu DDR-Zeiten waren einige Geschichten unter ihrer Mitwirkung auf Tonträgern veröffentlicht worden, die auch nach der Wende mehrfach neu aufgelegt wurden. 1995 wurden unter anderem auch Tonaufnahmen von Kurze von der Dancefloor-Crew Sandmann’s Dummies für deren Aufnahmen gesampelt und dabei zum Teil inhaltlich schwer verfremdet.
Friedgard Kurze starb am 19. Mai 2019, eine Woche vor ihrem 91. Geburtstag, in Berlin.

## Diskografie
- Herr Fuchs und Frau Elster. Litera 1971, (Alternativtitel: Der Riesenpilz).
- Ein Dieb schleicht durch den Märchenwald. Talente gesucht! – Geschichten mit Herrn Fuchs und Frau Elster. Litera 1978.
- Das Flattergespenst in der Gartenlaube und andere Geschichten mit Pittiplatsch, Schnatterinchen und Moppi. Litera
- Der Koboldsturm und andere Geschichten mit Pittiplatsch, Schnatterinchen und Moppi. Litera 1980, (Alternativtitel: Geschichten mit Pittiplatsch).
- Meister Nadelöhr, Pittiplatsch, Schnatterinchen und das Sandmännchen. Märchenland – Wunderland. Litera, (Alternativtitel: Das Märchen vom springenden, singenden Brunnen).
- Gleich kommt unser Sandmännchen. Litera.
- Die Geburtstagsrunde. (als Beilage zum Buch „Geburtstagsfest im Schneidergarten“ von Rosemarie Hottenrott).

## Filmografie
- 1959–1975: Meister Nadelöhr erzählt
- 196?–1991: Abendgruß
- 1961–1974: Rolf und Reni
- 1971: Der Zirkuswagen (Animations-Kurzfilm)
- 1972: Die Sommerlaube (Animations-Kurzfilm)
- 1976–1990: Zu Besuch im Märchenland
- 1980–1990: Spielhaus